# The Devil, the Servant, and the Man (film 1916)
The Devil, the Servant and the Man è un cortometraggio muto del 1916 diretto da Frank Beal. È la terza versione dello stesso soggetto: i tre film, tutti dallo stesso titolo, furono diretti sempre da Beal.

## Trama
Il dottor Foster, stressato dal troppo lavoro, ricorre spesso a stimolanti che lo inducono a diventarne dipendente. Tra i suoi clienti si aggiunge anche Thelma Gordon, una donna dalla dubbia reputazione, alla ricerca del "miglior chirurgo della città". Foster scopre che il suo paziente non è altri che il cagnolino della donna che si è rotto la zampa. Irritato, cura il cane e se ne va. Qualche tempo dopo, lei lo richiama in studio per ringraziarlo e saldare il conto, ma lui la liquida dicendole che avrebbe fatto lo stesso per qualsiasi cane randagio. Furiosa, la donna decide di vendicarsi. Scoprendo che il medico sta per partire per una lunga vacanza in montagna per curarsi dello stress, parte anche lei per la stessa destinazione.

Durante una bufera di neve, Thelma sta per soccombere, ma viene salvata da Foster che la porta nel suo chalet. Qui i due, il giorno seguente, scoprono di essere prigionieri della nevicata. Nei giorni che seguono, Thelma usa tutte le astuzie femminili per sedurre il medico che alla fine soccombe al suo fascino. Quando, dopo un mese, torna in città dalla moglie, Foster non solo non sembra migliorato, ma perfino peggiorato. Una notte, dopo una serata di dissipazione, torna a casa e vede la moglie, che lo stava aspettando, addormentata sulla sedia. Anche lui si addormenta e sogna il Maligno che gli mostra la strada che lo sta portando alla distruzione. Gli mostra anche la moglie che, trascurata, si consola tra le braccia di un altro uomo. Foster si sveglia e si avvicina alla moglie: pentito, le chiede perdono. Lei, risvegliatasi, lo prende tra le braccia e lo perdona.

## Produzione
Il film fu prodotto dalla Selig Polyscope Company

## Distribuzione
Distribuito dalla General Film Company, il film - un cortometraggio in tre bobine - uscì nelle sale cinematografiche statunitensi il 3 aprile 1916.

## Versioni di The Devil, the Servant, and the Man
- The Devil, the Servant, and the Man, regia di Frank Beal (1910)
- The Devil, the Servant and the Man, regia di Frank Beal  (1912)
- The Devil, the Servant, and the Man, regia di Frank Beal  (1916)